# Projeto Harpia
Projeto Harpia - Análise de Risco e Inteligência Artificial Aplicada é um projeto da Receita Federal do Brasil em conjunto com a Universidade Estadual de Campinas e com o Instituto Tecnológico de Aeronáutica que visava desenvolver um software capaz de auxiliar o processo de detecção de fraudes com a previsão de ser implantado em janeiro de 2010, o sistema já conta com softwares. O projeto foi descontinuado pela Receita Federal do Brasil em 2009, durante a gestão de Lina Vieira. A falta de condições técnicas do SERPRO para implementar o projeto desenvolvido pelo ITA e Unicamp, auxiliado por equipe do próprio setor de tecnologia da Receita Federal do Brasil, decidiram interromper o projeto, após aplicação de R$ 12 milhões de reais.